# نوزگار
نوزگار (ترکی آذربایجانی: Nüzgar) یک منطقهٔ مسکونی در جمهوری آرتساخ است که در استان هادروت واقع شده‌است.